# Jericó (Paraíba)
Jericó é um município brasileiro do estado da Paraíba, localizado na Região Geográfica Imediata de Catolé do Rocha-São Bento. De acordo com o IBGE (Instituto Brasileiro de Geografia e Estatística), no ano de 2010 sua população era estimada em 7.538 habitantes. Área territorial de 179 km². Foi Emancipado dia 8 de maio de 1959.

## História
A origem do povoado foi em uma fazenda de propriedade de Alexandre Matias de Melo, por volta de 1870. Nesta época, ele fez a doação de terreno para a construção de uma igreja em homenagem a Nossa Senhora dos Remédios. Pouco depois foram construídas casas ao redor da igreja, nascendo assim a aglomeração urbana.
Os serviços de correios começaram em 1902, sendo a correspondência, como tudo naquela época, transportada em lombo de animais.
Jericó, que antes se chamou Quixó Penoso, depois Caipora e Itacambá, foi invadida por um bando de cangaceiros em 1922, liderados por Ulisses Liberato e Sebastião Pereira. Foram cometidas atrocidades e muitos foram os prejuízos da população.
Os cangaceiros só foram rechaçados por iniciativa de um grupo de corajosos moradores, onde se destacaram Antônio Felipe, João Bento e os soldados João Ferreira e João Belarmino.
Sua emancipação política foi conseguida em 8 de maio de 1959.

## Geografia
O município está incluído na área geográfica de abrangência do semiárido brasileiro, definida pelo Ministério da Integração Nacional em 2005. Esta delimitação tem como critérios o índice pluviométrico, o índice de aridez e o risco de seca.

### Clima
Dados do Departamento de Ciências Atmosféricas, da Universidade Federal de Campina Grande, mostram que Jericó apresenta um clima com média pluviométrica anual de 866,6 mm e temperatura média anual de 26,6 °C.
| Dados climatológicos para Jericó              | Dados climatológicos para Jericó | Dados climatológicos para Jericó | Dados climatológicos para Jericó | Dados climatológicos para Jericó | Dados climatológicos para Jericó | Dados climatológicos para Jericó | Dados climatológicos para Jericó | Dados climatológicos para Jericó | Dados climatológicos para Jericó | Dados climatológicos para Jericó | Dados climatológicos para Jericó | Dados climatológicos para Jericó | Dados climatológicos para Jericó |
| Mês                                           | Jan                              | Fev                              | Mar                              | Abr                              | Mai                              | Jun                              | Jul                              | Ago                              | Set                              | Out                              | Nov                              | Dez                              | Ano                              |
| --------------------------------------------- | -------------------------------- | -------------------------------- | -------------------------------- | -------------------------------- | -------------------------------- | -------------------------------- | -------------------------------- | -------------------------------- | -------------------------------- | -------------------------------- | -------------------------------- | -------------------------------- | -------------------------------- |
| Temperatura máxima média (°C)                 | 34,1                             | 33,1                             | 32,3                             | 31,9                             | 31,4                             | 31,0                             | 31,3                             | 32,7                             | 34,0                             | 34,9                             | 35,2                             | 34,9                             | 33,1                             |
| Temperatura média (°C)                        | 27,7                             | 27,0                             | 26,4                             | 26,3                             | 25,8                             | 25,2                             | 25,2                             | 25,8                             | 26,9                             | 27,6                             | 27,9                             | 28,0                             | 26,6                             |
| Temperatura mínima média (°C)                 | 22,2                             | 22,0                             | 21,8                             | 21,5                             | 21,0                             | 20,0                             | 19,4                             | 19,4                             | 20,5                             | 21,2                             | 21,7                             | 22,2                             | 21,1                             |
| Chuva (mm)                                    | 85,0                             | 154,7                            | 212,3                            | 197,5                            | 95,2                             | 39,5                             | 26,2                             | 6,0                              | 5,5                              | 3,8                              | 5,4                              | 21,6                             | 866,6                            |
| Fonte: Departamento de Ciências Atmosféricas. |                                  |                                  |                                  |                                  |                                  |                                  |                                  |                                  |                                  |                                  |                                  |                                  |                                  |

## Política

### Últimas eleições
Eleições 1988
Adonay Vieira de Freitas foi eleito prefeito com uma diferença de apenas 18 votos contra Zé de Mário.

#### Eleições 1992
A disputa aconteceu entre o ex-prefeito Damião de Oliveira Melo (Dão) e José da Silva Oliveira (Zé Leopoldo). Dão venceu a eleição com uma diferença de 630 votos de maioria.

#### Eleições 1996
Com o apoio do prefeito Damião, Zé Leopoldo disputou a prefeitura novamente, dessa vez contra o ex-prefeito Adonay Vieira de Freitas, que teve como vice Marcos de Mauro. Zé Leopoldo e sua vice Maria Elisabeth venceram a disputa com uma maioria de 635 votos.

#### Eleições 2000
O então prefeito Zé Leopoldo disputou mais uma vez a prefeitura contra o ex-prefeito Dão, que havia lhe apoiado na eleição passada. Zé Leopoldo, que dessa vez teve como companheiro de chapa Marcos de Mauro, venceu novamente as eleições com uma maioria de 258 votos.

#### Eleições 2004
Zé Leopoldo apoiou seu sobrinho, o empresário Rinaldo de Oliveira Sousa, que disputou a eleição contra Valdelania Lopes Monteiro. Na época, Valdelania era esposa de Claudeeide de Oliveira Melo (Cláudio), prefeito da cidade vizinha Mato Grosso, e teve como vice seu cunhado, o ex-prefeito Dão. Rinaldo saiu vitorioso nas urnas com 274 votos de maioria.

#### Eleições 2008
O prefeito Rinaldo concorreu novamente as eleições contra Valdelania Lopes Monteiro, que foi derrotada mais uma vez, com uma diferença de 582 votos.

#### Eleições 2012
O ex secretário da prefeitura Neto Alves disputou as eleições contra o ex-prefeito de Mato Grosso Claudeeide de Oliveira Melo (Cláudio). Cláudio teve como vice o ex-prefeito Zé Leopoldo e o apoio do então prefeito Rinaldo, vencendo a disputa com uma diferença pequena de 128 votos.

#### Eleições 2016
Após a morte do vice-prefeito Zé Leopoldo, seu filho e ex-vereador Zé Wellington decidiu se candidatar contra o atual prefeito Cláudio, tendo como vice Neto Alves, candidato derrotado na eleição passada. Cláudio foi reeleito numa disputa muito apertada ao lado do jovem advogado Lauro Rosado, com uma maioria de apenas 89 votos.
Eleições 2020
O prefeito Cláudio apoia seu sobrinho Hallyson Oliveira, empresário que residia no Maranhão, contra Kadson Monteiro e Caio Alves como vice, sobrinho de Neto Alves. Kadson Monteiro venceu a chapa do atual prefeito com uma maioria de 381 votos, sendo o primeiro prefeito eleito em quase 30 anos que não pertencia a família Oliveira.

### Lista de todos os prefeitos que administraram o município de Jericó
- Lauro Pereira da Paixão - 1960/1964
- Raimundo Nobre da Silva - 1963/1969
- Lauro Pereira da Paixão - 1969/1972
- Edésio Alves de Almeida - 1973/1977
- Lauro Rosado de Oliveira - 1977/1983
- Damião de Oliveira Melo (Dão) - 1983/1988
- Adonay Vieira de Freitas - 1989/1992
- Damião de Oliveira Melo (Dão) - 1993/1996
- José da Silva Oliveira (Zé Leopoldo) - 1997/2000 e 2001/2004
- Rinaldo de Oliveira Sousa - 2005/2008 e 2009/2012
- Claudeeide de Oliveira Melo (Cláudio) - 2013/2016 e 2017/2020
- Kadson Valberto Lopes Monteiro - 2021/2024

### Outros nomes importantes
Vereadores: Raimundo Mesquita, Lourdes Freitas, Zé de Fransquim, Valdeci Monteiro, Zé de Mário, Marcos de Mauro, Maria Elizabeth, Moacir Júnior, Assis Sinfrônio, Fátima Sousa, Zé Wellington, Antônio Marciones, Joilton Monteiro, Neuziete, Gildo Franklin, Dazinho.